# Vulnicura
Albums de Björk
Biophilia
(2011) Utopia
(2017)
Vulnicura est le neuvième album studio de Björk sorti numériquement le 20 janvier 2015 et physiquement le 16 mars 2015.

## L'album

### Développement
Le 14 janvier 2015, Björk poste sur sa page Facebook un message manuscrit où elle dévoile le titre de son neuvième album Vulnicura ainsi que sa tracklist. Mais 4 jours après, l'album fuite sur Internet. La chanteuse décide donc de sortir son album sur iTunes le 20 janvier. Il sort physiquement le 16 mars 2015 dans une édition digipack standard et dans une édition deluxe accompagnée d'un autre visuel sur un fourreau en plastique.

### Thèmes
L'album a été écrit après la rupture de Björk avec Matthew Barney. Elle a parlé de l'album lors d'une interview pour Les Inrocks : « C’est un album plus traditionnel que Biophilia d’un point de vue du songwriting. (…) Il parle de ce qui peut arriver à une personne à la fin d’une relation. Il raconte les dialogues qu’on peut avoir dans la tête et dans le cœur, le processus de guérison, ce genre de choses. » Les trois premières chansons ont été écrites 9, 6 et 3 mois avant la séparation et les trois suivantes 2, 6 et 11 mois après. La huitième piste, Mouth Mantra, a été écrite lorsque Björk ne pouvait plus parler pendant 3 semaines à cause d'un polype dans les cordes vocales. Quicksand a été écrite lorsque la mère de Björk a subi une crise cardiaque qui l'a laissée une semaine dans le coma.

### Composition
Les chansons sont principalement composées de cordes et de sons, percussions électroniques. Elles ont toutes été composées et produites par Björk et la musicienne vénézuélienne Arca. Quicksand a été composée avec le musicien Spaces. Le mixage a été géré par le musicien The Haxan Cloak. Ce dernier a produit le titre Family avec Björk et Arca.

### Pochette
La pochette de Vulnicura a été révélée le 20 janvier, lorsque Björk sortit son album par surprise sur iTunes. Elle a été prise par le duo néerlandais Inez & Vinoodh. Elle représente Björk sur un fond dégradé blanc-jaune, en tenue latex, entourée de pics colorés autour de son corps et de sa tête. Une blessure est dessinée sur sa poitrine. Cette « blessure » a d'ailleurs prêté à polémique à cause de sa ressemblance avec une vulve. Elle s'est expliquée sur le thème « blanc et jaune » de l'album : « Quand tu vis une période difficile, tu as cette noirceur, mais comme c’est souvent le cas, tu ressens aussi l’inverse, des explosions de lumières jaunes. [...] Parfois, la peine enfante de la lumière, du rêve, de la joie intense, ils sont parfois jumeaux, ils s’accompagnent et se complètent »[réf. nécessaire].
La pochette de luxe (imprimée sur le fourreau en plastique) de l'album a été révélée le 3 mars. Elle a été conçue par l'artiste Andrew Thomas Huang. Elle représente une sculpture 3D de Björk, allongée sur un rocher. Elle porte un haut violet et sa blessure à la poitrine est sanglante. Le fond de la pochette est encore une fois blanc et jaune.

## Liste des titres
| No | Titre              | Paroles                      | Musique                      | Durée |
| -- | ------------------ | ---------------------------- | ---------------------------- | ----- |
| 1. | Stonemilker        | Björk                        | Björk                        | 6:49  |
| 2. | Lionsong           | Björk                        | Björk, Arca                  | 6:08  |
| 3. | History of Touches | Björk                        | Björk, Arca                  | 3:00  |
| 4. | Black Lake         | Björk                        | Björk, Arca                  | 10:08 |
| 5. | Family             | Björk                        | Björk, Arca, The Haxan Cloak | 8:02  |
| 6. | Notget             | Björk                        | Björk, Arca                  | 6:26  |
| 7. | Atom Dance         | Björk, Oddný Eir Ævarsdóttir | Björk, Arca                  | 8:09  |
| 8. | Mouth Mantra       | Björk                        | Björk, Arca                  | 6:09  |
| 9. | Quicksand          | Björk                        | Björk, Spaces                | 3:45  |

## Concerts
La tournée Vulnicura a commencé le 7 mars 2015. Elle est passée au Festival des Nuits de Fourvière à Lyon le 20 juillet et devait passer à Saint-Malo le 15 août et à Paris le 29 octobre mais ces dates ont été annulées avec les deux dates à Reykjavik, l'interprétation de ces chansons sur scènes étant trop éprouvantes psychologiquement pour l'artiste.